# Max Herrmann (Theaterwissenschaftler)

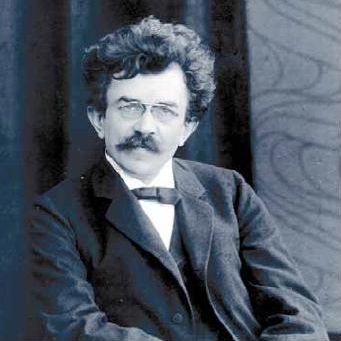
Max Herrmann, ca. 1900

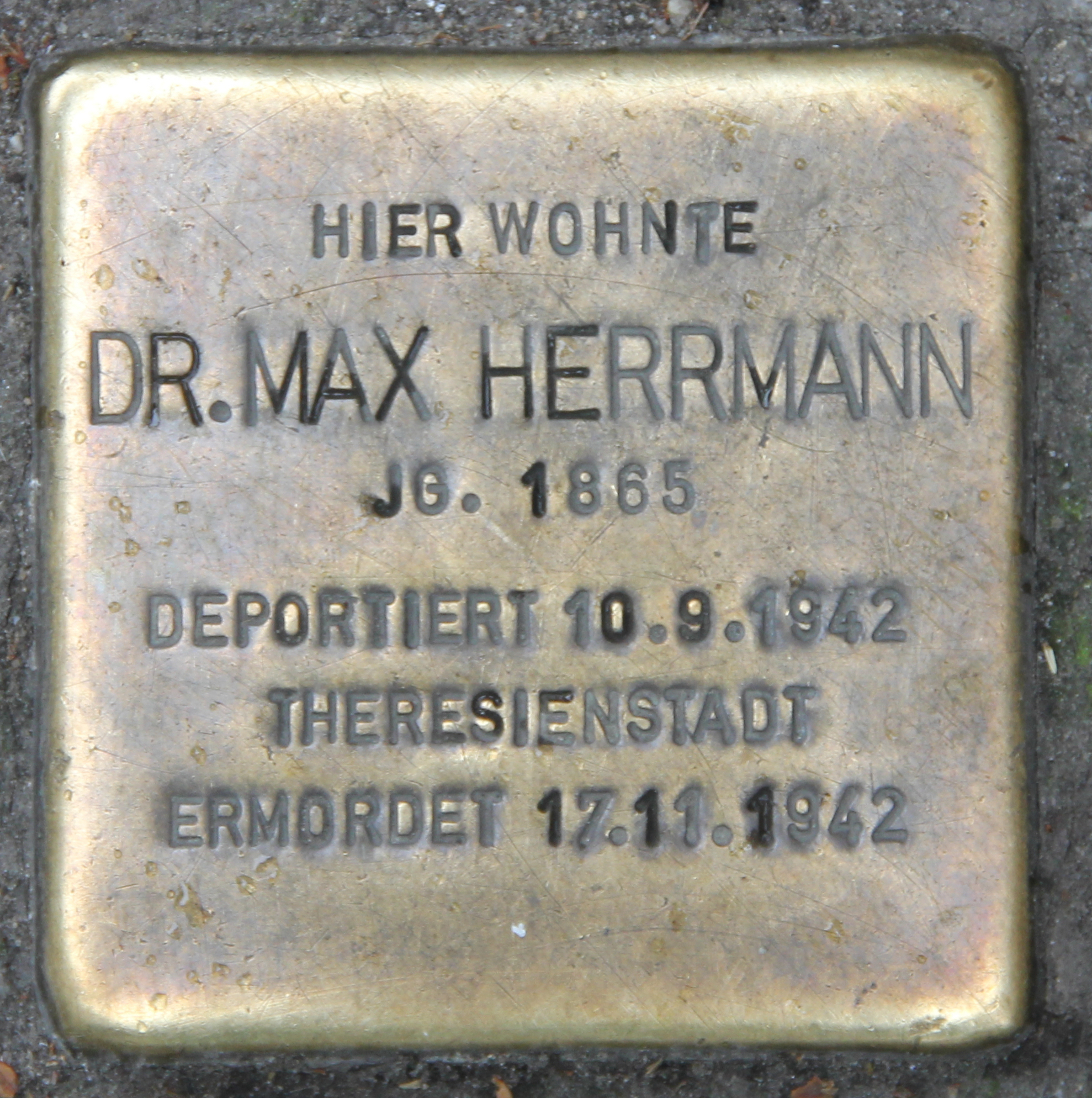
Stolperstein vor dem Haus, Augsburger Straße 42, in Berlin-Charlottenburg

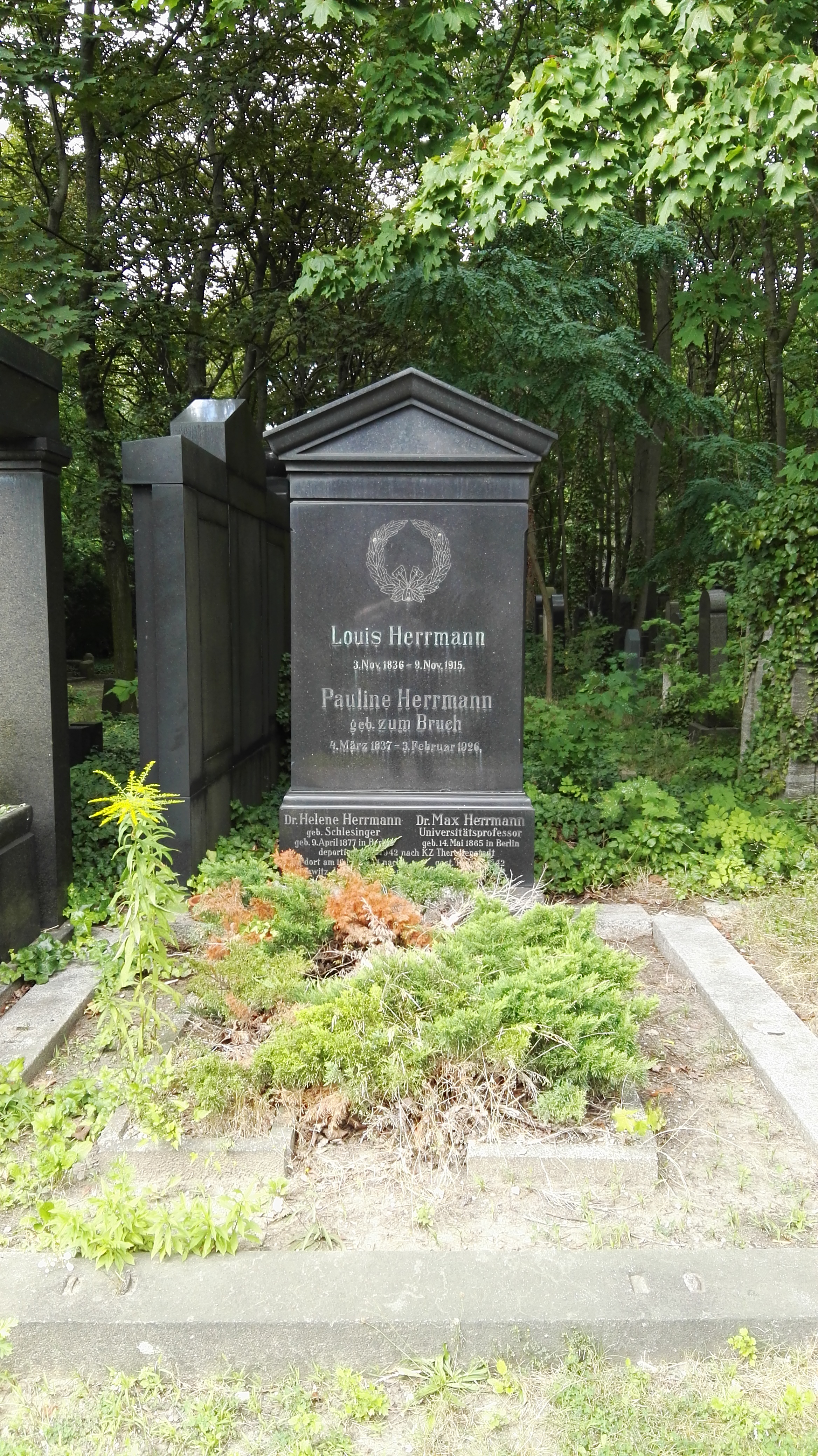
Grabstätte auf dem Jüdischen Friedhof Berlin-Weißensee (unten rechts)

Max Herrmann (* 14. Mai 1865 in Berlin; † 17. November 1942 im KZ Theresienstadt) war ein deutscher Literaturhistoriker und Theaterwissenschaftler.

## Leben
Nach dem Abitur 1884 studierte Herrmann Germanische Philologie und Geschichte in Freiburg, Göttingen und Berlin. Nach seiner Habilitation über Albrecht von Eyb lehrte er ab 1891 als Privatdozent für Germanische Philologie an der Friedrich-Wilhelms-Universität Berlin. 1898 heiratete Herrmann Helene Herrmann, geborene Schlesinger. Nach seiner Ernennung zum Professor im Jahr 1903 arbeitete er auch als freiberuflicher Dozent und engagierte sich in zahlreichen Gesellschaften, wie z. B. in der Gesellschaft für Theatergeschichte. 1916 gründete er die Bibliothek Deutscher Privat- und Manuskriptdrucke in der Königlichen Bibliothek zu Berlin.
1900 hielt Max Herrmann die ersten theaterwissenschaftlichen Vorlesungen innerhalb des Germanistischen Instituts an der Berliner Universität. In seiner Untersuchung zu Goethes Jahrmarktsfest zu Plundersweilern beschränkte er sich nicht auf ein reines Quellenstudium, sondern bezog die Bühnengeschichte des Werkes mit ein. 1914 erschien sein Hauptwerk Forschungen zur deutschen Theatergeschichte des Mittelalters und der Renaissance, in dem er seinen theaterwissenschaftlichen Ansatz präzisierte.
Herrmann trat konsequent für die Emanzipation der Theaterwissenschaft von der Germanistik ein. 1919 erhielt er einen Lehrstuhl an der Berliner Universität. Als 1923 das Theaterwissenschaftliche Institut eröffnet wurde, wurde Herrmann gemeinsam mit Julius Petersen dessen alternierender Leiter.
1933 wurde der Lehrtätigkeit Max Herrmanns ein jähes Ende gesetzt, indem man ihn zwangsweise in den Ruhestand versetzte, arbeitete aber entschlossen weiter. Das Verbot der Bibliotheksbenutzung und der Verkauf seiner privaten Bibliothek erschwerten neben den Restriktionen und Demütigungen, denen jüdische Mitbürger ausgesetzt waren, seine weitere Arbeit.
Am 10. September 1942 wurde Max Herrmann, gemeinsam mit seiner Ehefrau Helene, mit dem 63. Berliner Transport in das sogenannte „Altersghetto“ Theresienstadt deportiert. Dort starb er am 17. November 1942. Helene Herrmann wurde 1944 im KZ Auschwitz ermordet. Bis zuletzt arbeitete er unter anderem und unter schwersten Behinderungen (er durfte z. B. in der Berliner Staatsbibliothek nur noch stehend Bücher einsehen) an seinem Buch Die Entstehung der berufsmässigen Schauspielkunst im Altertum und in der Neuzeit.

## Rezeption und Gedenken nach 1945
Max Herrmanns Schülerin Ruth Mövius (1908–1989) rettete das Manuskript seiner Studie Die Entstehung der berufsmässigen Schauspielkunst im Altertum und in der Neuzeit, das aber erst 1962 im Ostberliner Henschelverlag erschien. Ab 1954 veröffentlichten Zeitschriften und Verlage der DDR nach und nach seine Werke. 1984 wurde in Berlin-Marzahn  eine Straße nach ihm benannt und von 1979 bis 1991 vergab die Deutsche Staatsbibliothek den Max-Herrmann-Preis für solche Bibliothekare, die sich besonders um die Betreuung der Leser verdient gemacht hatten.
Der Historiker Götz Aly weist darauf hin, dass demgegenüber in der Bundesrepublik Deutschland über Jahrzehnte kaum eine Erinnerung an Herrmann gepflegt wurde. Er problematisiert, dass mit dem Theaterwissenschaftler Hans Knudsen ausgerechnet ein ehemaliger wissenschaftlicher Assistent Herrmanns, der sich 1933 dem Nationalsozialismus zugewandt und brüsk von Herrman distanziert hatte,  ab 1948 als einer der Gründer der Freien Universität Berlin nun für sich reklamierte, Leben und Werk Max Herrmanns angemessen darstellen und würdigen zu können.
Erst im Jahr 2000 wurde auf Vorschlag des Berliner Schriftstellers Heinz Knobloch der Max-Herrmann-Preis wiederbelebt und seither in neuer Form alljährlich am 10. Mai, dem Tag der nationalsozialistischen Bücherverbrennung, als Max-Herrmann-Preis der Freunde der Staatsbibliothek vergeben.
Am 17. November 2008 wurde vor seinem ehemaligen Wohnhaus in der Augsburger Straße in Berlin-Charlottenburg ein Stolperstein verlegt.

## Werke
- Forschungen zur deutschen Theatergeschichte des Mittelalters und der Renaissance. Weidmann, Berlin 1914.
- Die Bühne des Hans Sachs. Ein offener Brief an Albert Köster. Weidmannsche Buchhandlung, Berlin 1928.
- Die Entstehung der berufsmässigen Schauspielkunst im Altertum und in der Neuzeit. Hrsg. und mit einem Nachruf von Ruth Mövius. Henschel, Berlin 1962. online